# Protettorato di Malta
Il protettorato di Malta (in inglese British Protectorate of Malta, in maltese Protettorat ta' Malta) fu un termine politico relativo al governo dell'isola di Malta quando questa venne sottoposta alla protezione degli inglesi, che da qui avevano scacciato i napoleonici dopo la capitolazione del 1800. L'isola venne trasformata in una colonia della corona britannica nel 1813.

## Antefatto

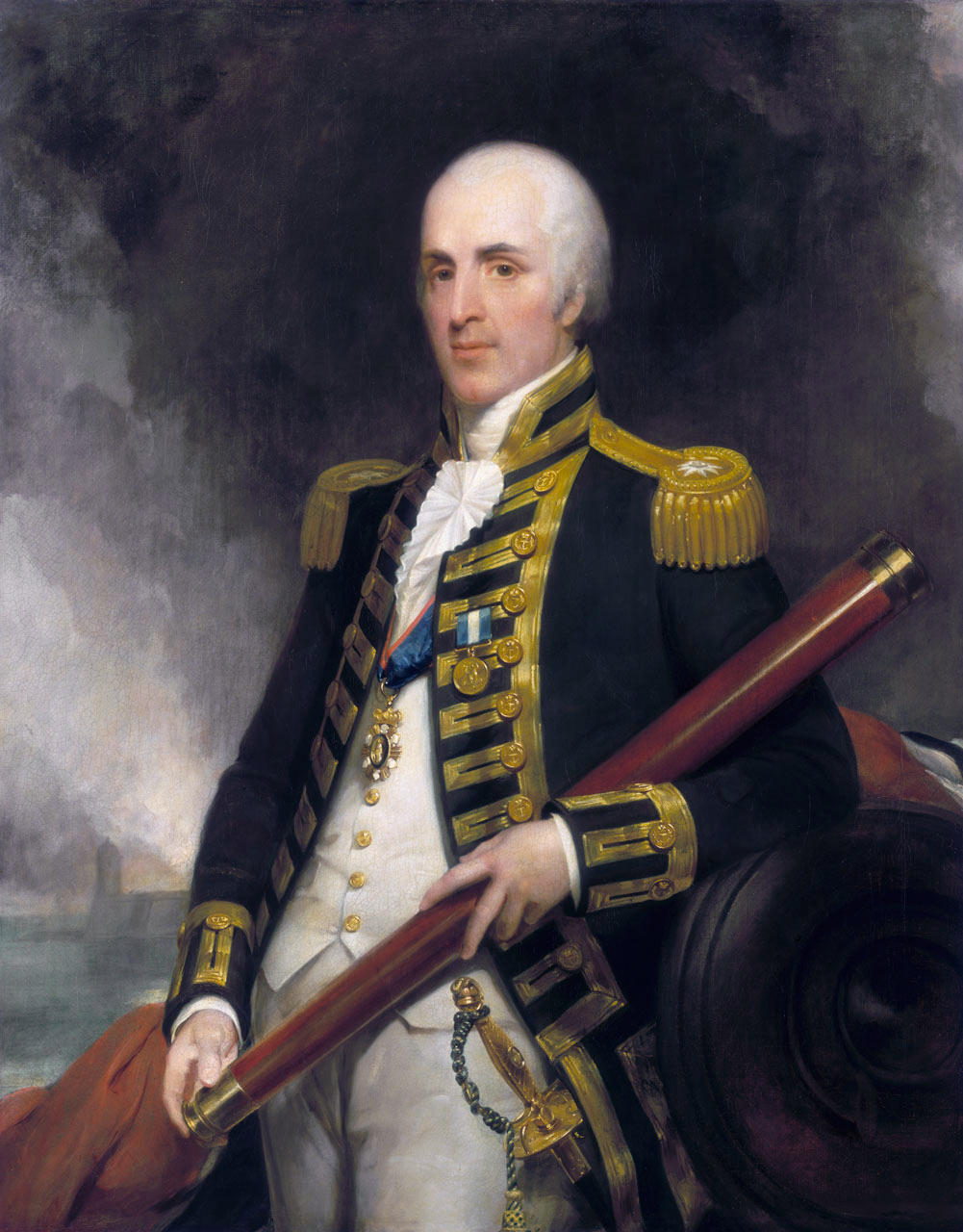
Sir Alexander Ball, commissario civile di Malta nel 1799-1801 e nel 1802-1809.

Nel corso della rivolta maltese contro i francesi, il popolo dell'isola costituì un'Assemblea Nazionale per un governo provvisorio. Vennero inviati quindi dei messaggeri alla flotta inglese ancorata in Sicilia, richiedendo sostegno nell'impresa, così un convoglio inglese di tredici navi al comando del capitano Sir James Saumarez si presentò al largo dell'isola alla fine del settembre 1798. In ottobre Sir Alexander Ball giunse a Malta e, sul finire dell'anno, venne nominato commissario civile.
La guarnigione francese, al comando del generale Vaubois, fu spostata a La Valletta e si arrese, infine, il 4 settembre 1800. Malta divenne quindi un protettorato britannico. Nell'agosto del 1801 il commissario civile Charles Cameron nominò Emmanuele Vitale alla carica di Governatore di Gozo, al posto di Saverio Cassar. Questo, de facto, portò alla fine dello Stato indipendente di Gozo che si era creato qualche anno prima.

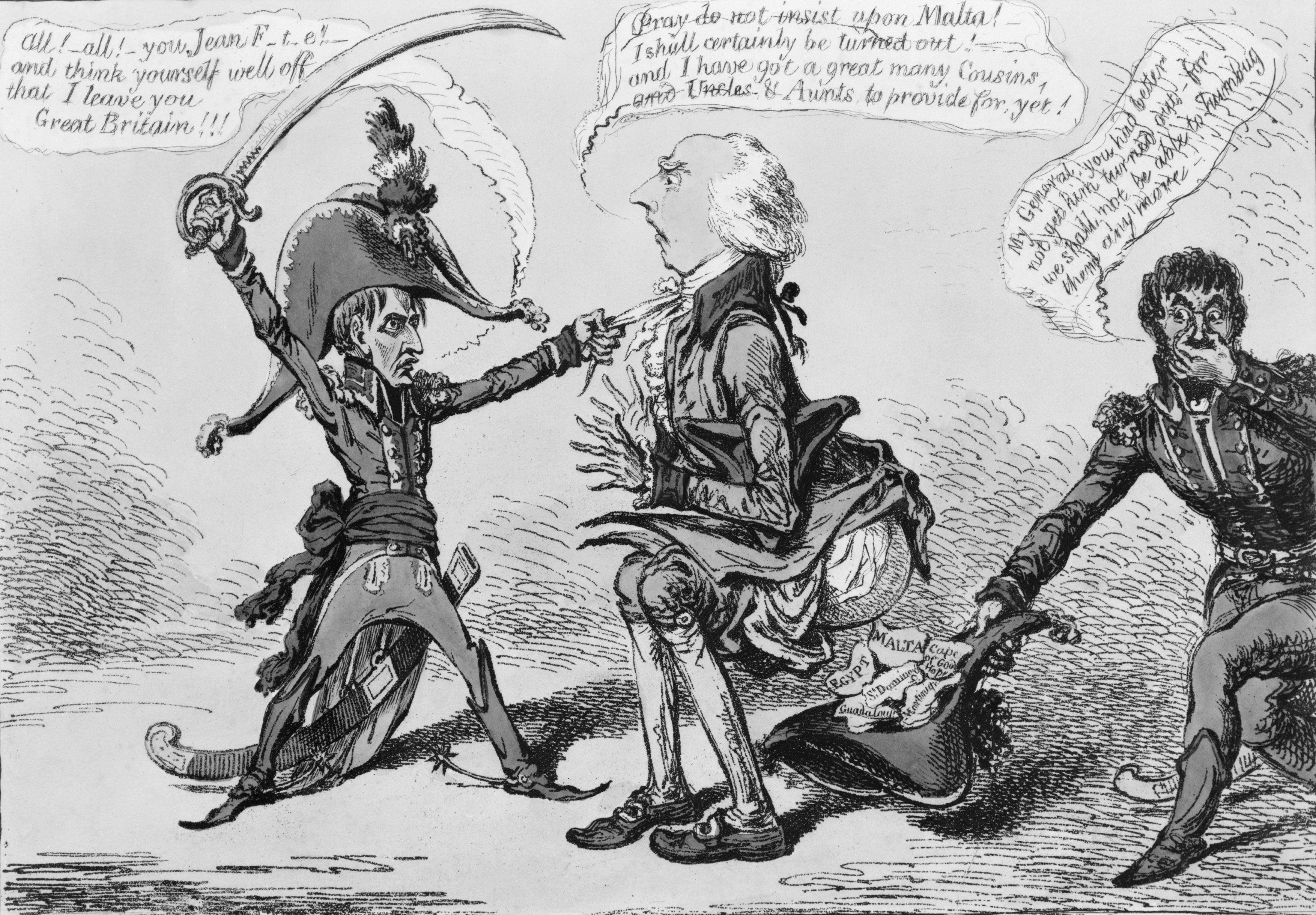
Vignetta satirica del 1803 che illustra l'evacuazione di Malta.

Sulla base dei termini del trattato di Amiens del 1802, l'Inghilterra avrebbe dovuto evacuare l'isola di Malta, ma gli inglesi vennero meno a questo obbligo perché troppo interessati, attraverso il possesso dell'isola, a controllare il Mediterraneo centrale; fu questo uno dei motivi di ripresa delle ostilità tra Gran Bretagna e Francia.

## La dichiarazione dei diritti

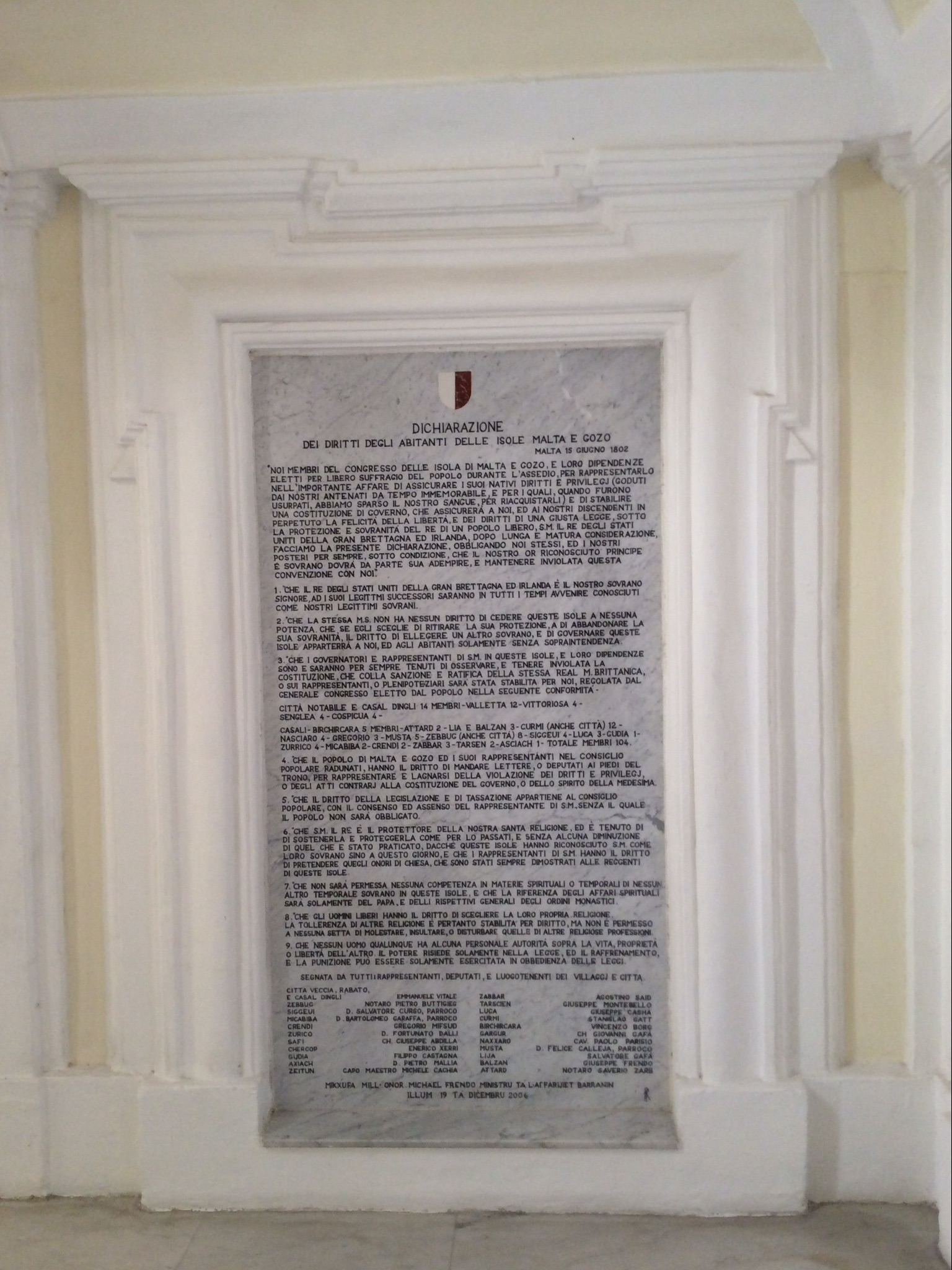
La dichiarazione dei diritti degli abitanti delle isole di Malta e Gozo del 1802, a Palazzo Parisio.

Nel giugno del 1802 centoquattro rappresentanti dei villaggi e delle città maltesi sottoscrissero una dichiarazione dal titolo La Dichiarazione dei Diritti degli abitanti delle Isole di Malta e Gozo, con la quale si proclamarono sudditi di re Giorgio III del Regno Unito e di nessun altro sovrano. La Dichiarazione proclamò de facto che Malta sarebbe stata disposta ad autogovernarsi, pur sotto la protezione degli inglesi.

## Lampedusa
Sul finire del XVIII secolo il principe di Lampedusa lasciò l'isola - che era parte dei domini del Regno di Sicilia - in gestione a Salvatore Gatt, un imprenditore maltese, che vi si insediò con alcuni lavoratori maltesi. Nel 1802, mentre gli inglesi erano stati invitati a lasciare Malta per prendere Lampedusa al suo posto (proposta fatta durante le trattative di pace ad Amiens in quell'anno), Ball fece un lungo rapporto nel quale sconsigliava vivamente alla sua madrepatria di rinunciare all'arcipelago maltese per quello pelagico, poiché non paragonabile alla secolare fortezza dei cavalieri e ai fondali profondi dell'isola posta a oriente della Sicilia. Tuttavia, il governatore di Malta si mostrava ben disposto ad acquistare ugualmente Lampedusa per farne una sorta di granaio per i maltesi, appello che però negli anni seguenti rimase inascoltato e contrastato da altri resoconti inglesi sull'isola in questione.
Nel 1810 Salvatore Gatt trasferì il proprio contratto di locazione ad Alexander Fernandez, commissario britannico, e questi tentò di creare una vera e propria colonia maltese in loco. Questa però non riuscì mai ad ottenere un chiaro consenso dal governo britannico. Ulteriori problemi sorsero quando un'epidemia di peste colpì Malta fra il 1813 e il 1814, devastandola, e il 25 settembre 1814, dopo la resa di Napoleone Bonaparte a Fontainebleau, Sir Thomas Maitland decise di ritirare infine quei pochi soldati inglesi (ventisei in tutto) che erano stati mandati a Lampedusa in appoggio di Fernandez.

## Colonia della Corona
Nel 1813 l'isola venne trasformata in una colonia della corona britannica grazie alla Costituzione Bathurst. Il 23 luglio Sir Thomas Maitland rimpiazzò Sir Hildebrand Oakes come primo commissario civile a ottenere il titolo di "governatore". Malta divenne ufficialmente una colonia col trattato di Parigi del 1814.

## Monarchi del protettorato di Malta
- 1800–02 Ferdinando III di Sicilia
- 1802–13 Giorgio III del Regno Unito

## Commissari Civili
- 1799–1801 Alexander Ball
- 1801 Henry Pigot
- 1801–02 Charles Cameron
- 1802–09 Alexander Ball
- 1810–13 Hildebrand Oakes